# Guerra delle farine
S'intende con guerra delle farine una serie di sommosse popolari verificatesi in Francia nell'aprile e nel maggio del 1775, causate dalla scarsità del raccolto e dall'aumento dei prezzi dei grani.

## I fatti
Il 12 marzo 1775 il procuratore di Lagny si recò a Parigi per conferire personalmente con l'intendente del commercio Joseph d'Albert circa la critica situazione in cui versava la Brie a causa del rincaro del grano. Il 27 marzo il balivo di Méry-sur-Seine segnalava un assembramento di donne del popolo che protestavano contro l'aumento del prezzo dell'orzo e contro il temuto rincaro del pane, già a quattro lire e sei denari la libbra, ciò che «avrebbe messo in disperazione la plebaglia - scriveva - già ridotta a un'estrema miseria».
Il raccolto del 1774 era stato cattivo e il prezzo del grano era aumentato sensibilmente in tutta la Francia, passando da una media di 20 lire al quintale del 1774 a circa 23 lire. Con decreto del 13 settembre 1774 il ministro Turgot aveva stabilito la libera circolazione dei grani e delle farine: sottostando alla legge del mercato, le regioni che producevano poco grano dovettero acquistare la merce a più caro prezzo.
Turgot interpretò questi e altri analoghi segnali di insofferenza - il 14 marzo a Monthély, il 19 marzo a Pont-sur-Seine, il 21 marzo a Meaux - come una tipica incomprensione della novità introdotta con il decreto e come un esagerato timore delle autorità locali. Ordinò la punizione dei responsabili di ogni disordine e dispose di verificare che i grani non fossero trattenuti nei depositi ma fossero già stati tutti immessi nei mercati.
Anche nella Champagne si registrarono problemi di rifornimento. Il Journal historique di Pidansat de Mairobert segnala il 7 aprile una rivolta a Reims, seguita dalla corrispondenza tra l'intendente d'Orfeuil e Turgot, il quale prese provvedimenti per trasferirvi carichi di grano da Metz e dalla Lotaringia.
Un primo più serio incidente si registrò a Digione. Il 15 aprile la folla che manifestava davanti all'Hôtel de Ville si sentì rispondere dall'intendente di polizia La Tour du Pin che il prezzo del grano «non era nemmeno a dodici lire». Il 17 aprile un certo Janty, presunto accaparratore, fu malmenato, e la Camera del Consiglio cittadino invitò contadini e commercianti a portare sul mercato i grani. Il 18 aprile, giorno di mercato, un mugnaio fu aggredito, la casa e il mulino devastati, e le sue farine di grano rovesciate in acqua perché si riteneva che le avesse sofisticate con l'aggiunta di farina di fave. Un consigliere del Parlamento, il signore di Sainte-Colombe, sospettato di maneggi con il mugnaio e di detenere riserve di grano, ebbe la casa e la cantina messe a soqquadro. Anche la sua residenza di campagna e il mulino furono saccheggiati e le farine distribuite. La calma tornò verso sera e nella notte furono eseguiti quaranta arresti.
Informato di questi fatti, Turgot scrisse all'intendente La Tour du Pin di non essere stupito del tumulto di Digione: «Tutte le volte che si condividono i terrori del popolo e soprattutto i suoi pregiudizi, non c'è eccesso al quale non si possa arrivare». Dispose contemporaneamente che a Digione fosse tolta la tassa sulla panificazione per attirare il grano su quel mercato, e che si organizzassero ateliers de charité, imprese di lavori pubblici, allo scopo di dare un lavoro e un salario ai disoccupati della città. Il ministro mostrò preventivamente la lettera al re, che l'approvò.
Anche a Parigi il prezzo del pane aumentava: il 12 aprile la pagnotta di quattro libbre era venduta nei mercati a dodici soldi e mezzo, il 26 aprile era già salita a tredici e mezzo, mentre «in certe provincie del regno - riporta nel suo diario il libraio Siméon-Prosper Hardy - il pane si vendeva a quattro soldi e sei denari la libbra e molte persone rischiano di non averne e di morire di fame». In questo periodo il luogotenente della polizia parigina Jean-Charles-Pierre Lenoir avrebbe indirizzato «in quattro o cinque giorni fino a nove lettere» al ministro Turgot sull'allarmante situazione della capitale, essendo interrotti «i mezzi che dovevano procurare a questa città una maggiore quantità di sussistenze», senza tuttavia ricevere risposta.
Lenoir, che non credeva nella bontà dei princìpi fisiocratici di Turgot, si sarebbe allora rivolto all'intendente al commercio d'Albert, che gli avrebbe risposto il 1º maggio: «Il ministro ha ricevuto tutte le vostre lettere, non dovete dubitare dei suoi princìpi e non so perché vi allarmiate: ho visto il pane a Parigi a più di quattro soldi la libbra e non ne sono per niente spaventato».
Il 27 aprile, al mercato di Beaumont-sur-Oise i popolani imposero il ribasso di due terzi del prezzo del grano, che passò così da 32 lire a 12 lire al sestiere, e il 28 aprile, nei dintorni di Beaumont, a Stors e a Méru, ci furono dei saccheggi. Gli episodi si estesero a Pontoise e in altri villaggi dell'Oise: il 29 aprile a Mouy degli operai obbligarono a forza a portare grano al mercato, mentre a Mours due mercanti e un mugnaio furono derubati delle loro farine e un monastero venne attaccato. Altri episodi si verificarono a Bernes, a Bruyères, a Boran e a Pont-Levé. Il 30 aprile si verificarono saccheggi nei villaggi dell'oltre Senna, presso Poissy e Saint-Germain-en-Laye, il 1º maggio ci furono incidenti nei mercati di Saint-Denis e Gonesse.
Questi moti popolari miravano non tanto a saccheggiare, ma a imporre un prezzo più basso perché giudicato più giusto. Grano, farina e pane venivano sequestrati e distribuiti al prezzo fissato sul posto, anche con la convinzione, in molti casi, che le autorità fossero accomodanti e garantissero l'impunità. Naturalmente, la violenza messa in atto dal movimento dipendeva soprattutto dal grado di resistenza dei commercianti e dal comportamento delle forze dell'ordine.
Il 2 maggio, a Versailles migliaia di manifestanti radunati di fronte al castello chiesero al re il calmiere e vennero accontentati.
Il 3 maggio fu la volta di Parigi: «La plebaglia - racconta Siméon-Prosper Hardy - tumultua alle Halles e saccheggia il pane nei negozi dei fornai. La sommossa diventa presto generale [...] la plebaglia comincia a saccheggiare il mercato del grano e a squarciare i sacchi di farina [...] obbliga i panettieri a consegnare il pane e i privati che ne avevano fatto scorta a fare altrettanto [...] tenta di far aprire le botteghe dei fornai nei vari quartieri [...]». I disordini proseguirono nei giorni successivi e raggiunsero il culmine il 6 maggio, quando furono assaltati i forni e saccheggiate centinaia di sacchi di farina.